# 메이헴
메이헴(Mayhem)은 노르웨이의 랑휴스에서 1983년에 결성된 대표적인 블랙 메탈 밴드이다. 엠퍼러, 다크스론 등과 함께 초기 세컨드 웨이브 블랙 메탈 신의 형태를 확립한 밴드이다. 1990년대 초에 보컬이었던 데드가 자살한 사건과, 원맨 밴드 버줌의 리더이자 당시 메이헴의 베이시스트였던 카운트 그리쉬나크가 기타리스트 유로니무스를 칼로 찔러 살해한 사건은 유명하다.
밴드명은 베놈의 "Mayhem with Mercy"라는 곡으로부터 영감을 받아 지어졌다.